# Dorcadion urdzharicum
Dorcadion urdzharicum är en skalbaggsart som beskrevs av Plavilstshikov 1937. Dorcadion urdzharicum ingår i släktet Dorcadion och familjen långhorningar.
Artens utbredningsområde är Kazakstan. Inga underarter finns listade i Catalogue of Life.